# Jurské
Jurské (Hongaars: Szepesszentgyörgy, Duits: Sankt Girgen) is een Slowaakse gemeente in de regio Prešov, en maakt deel uit van het district Kežmarok.
Jurské telt 960 inwoners.